# Église Saint-Charles de Biarritz
L'église Saint-Charles est une église catholique de la ville de Biarritz (Pyrénées-Atlantiques). Elle dépend du diocèse de Bayonne et de la paroisse Notre-Dame-du-Rocher. Elle est placée sous le patronage de saint Charles Borromée.

## Historique

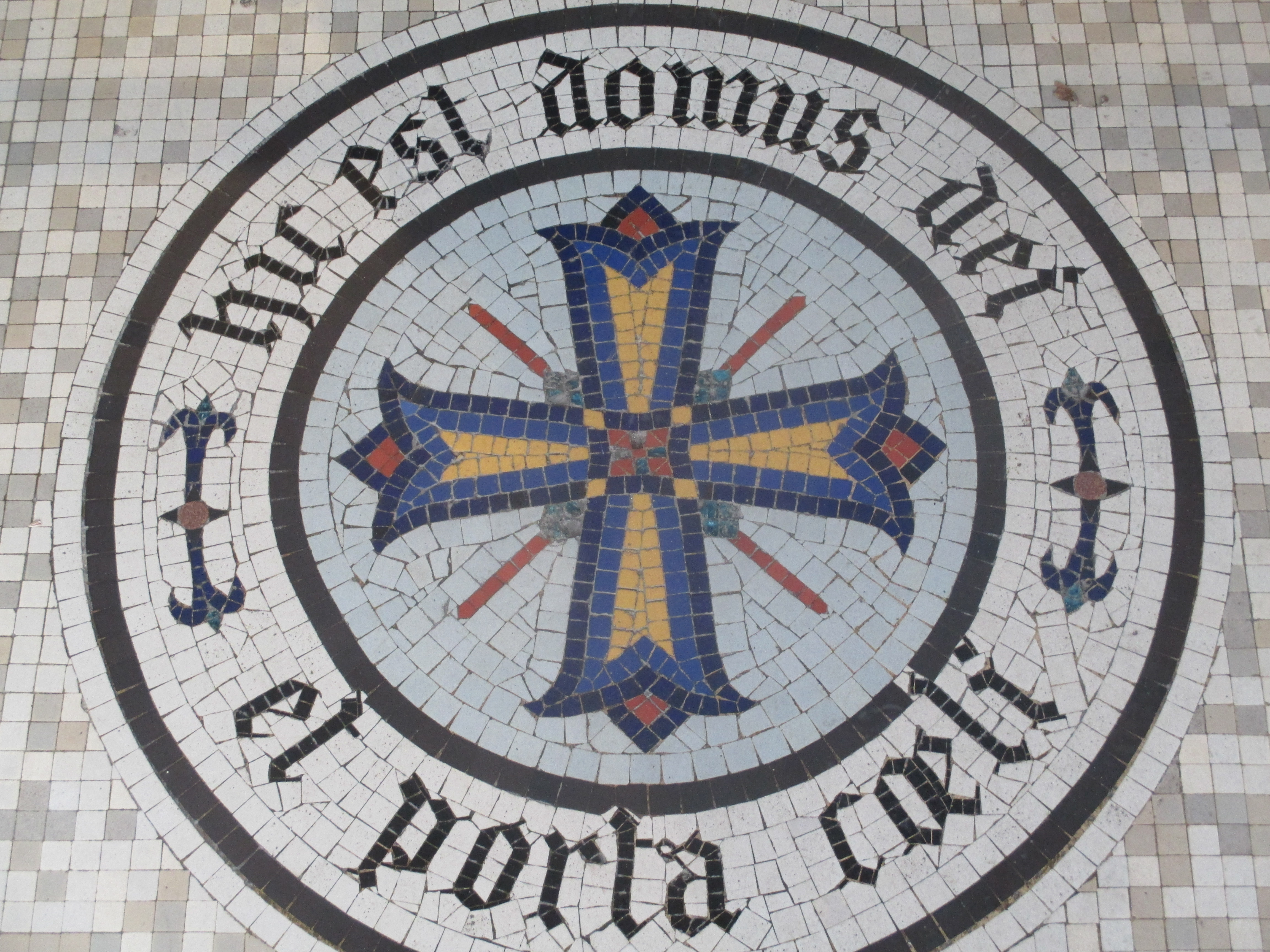
Mosaïque de l'entrée : Ici, c'est la maison de Dieu et la porte du Ciel.

Charles Hézard, président de la société des Thermes salins de Biarritz et fondateur des Salines de Briscous, obtient l'ouverture d'un oratoire dans le sous-sol des Thermes salins pour les curistes dont certains, à cause de leur état de santé, ne pouvaient se déplacer à la paroisse Saint-Martin, trop éloignée. En 1885, Guillaume Lafosse, ancien employé de la villa Eugénie et proche de la famille impériale en exil, offre un terrain pour ériger une chapelle desservant le quartier des Thermes salins alors en pleine expansion. M. Hézard fonde un comité pour financer la construction de l'église qui est présidé par le comte Gaston de La Rochefoucauld. Elle est construite par l'entreprise Camiade et l'architecte Mondet. La première pierre est bénie le 28 août 1898. L'église est bâtie en style néo-roman.
Les vitraux sont l'œuvre du verrier Mauméjean. L'église est dédiée à saint Charles Borromée, patron de M. Hézard.  
L'église appartenant à une société civile échappa aux inventaires. 
Saint-Charles devient église paroissiale en octobre 1969, puis elle est intégrée à la paroisse Notre-Dame-du-Rocher (érigée en 1998). Celle-ci comprend outre l'église Saint-Charles, l'église Saint-Joseph, l'église Sainte-Eugénie, l'église Saint-Martin, l'église Sainte-Thérèse du quartier de La Négresse et la chapelle du Braou. Elle est desservie depuis 2012 par la communauté Saint-Martin à l'appel de Mgr Aillet, évêque de Bayonne.

## Illustrations

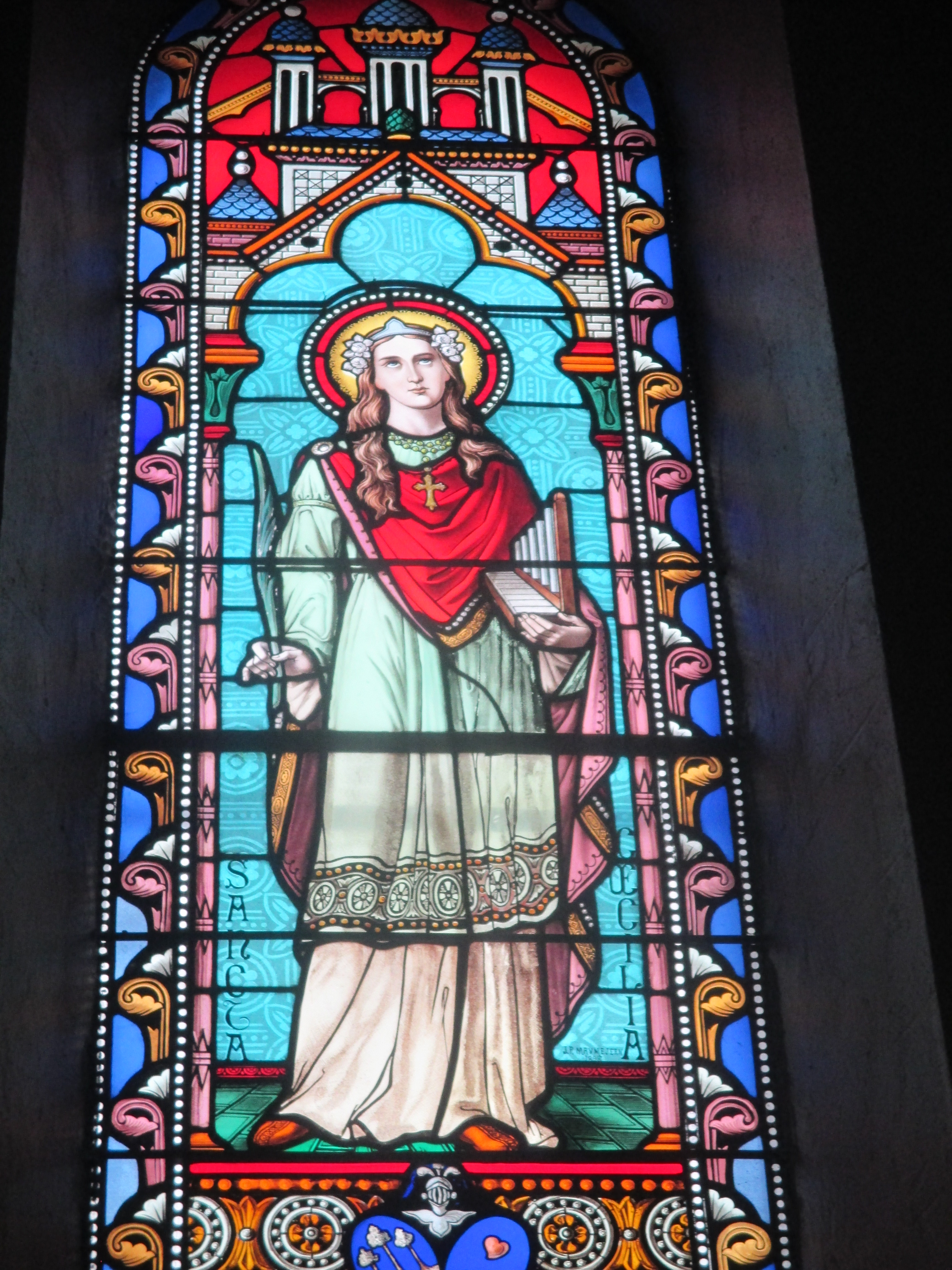
Vitrail de sainte Cécile.
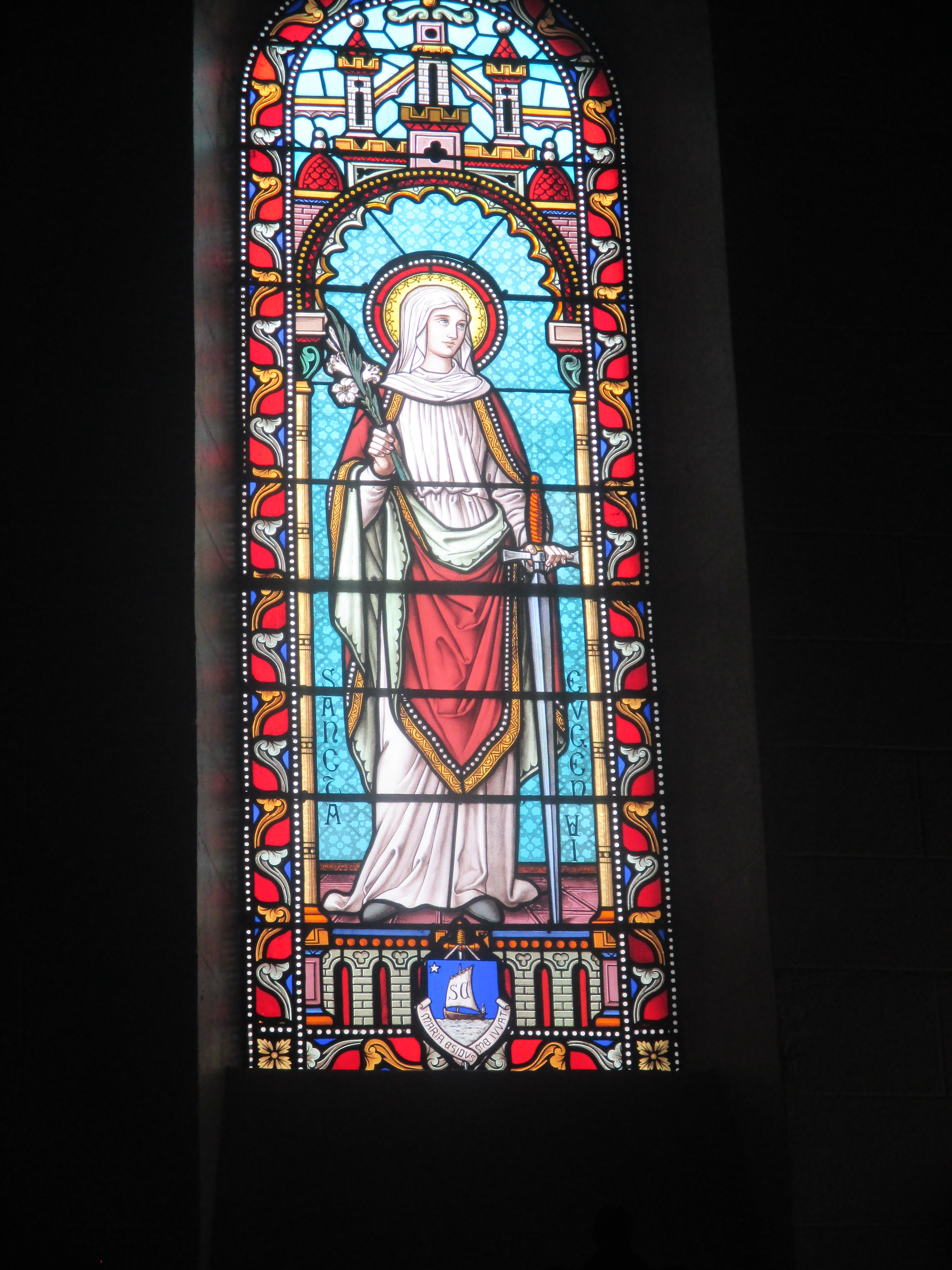
Vitrail de sainte Eugénie.
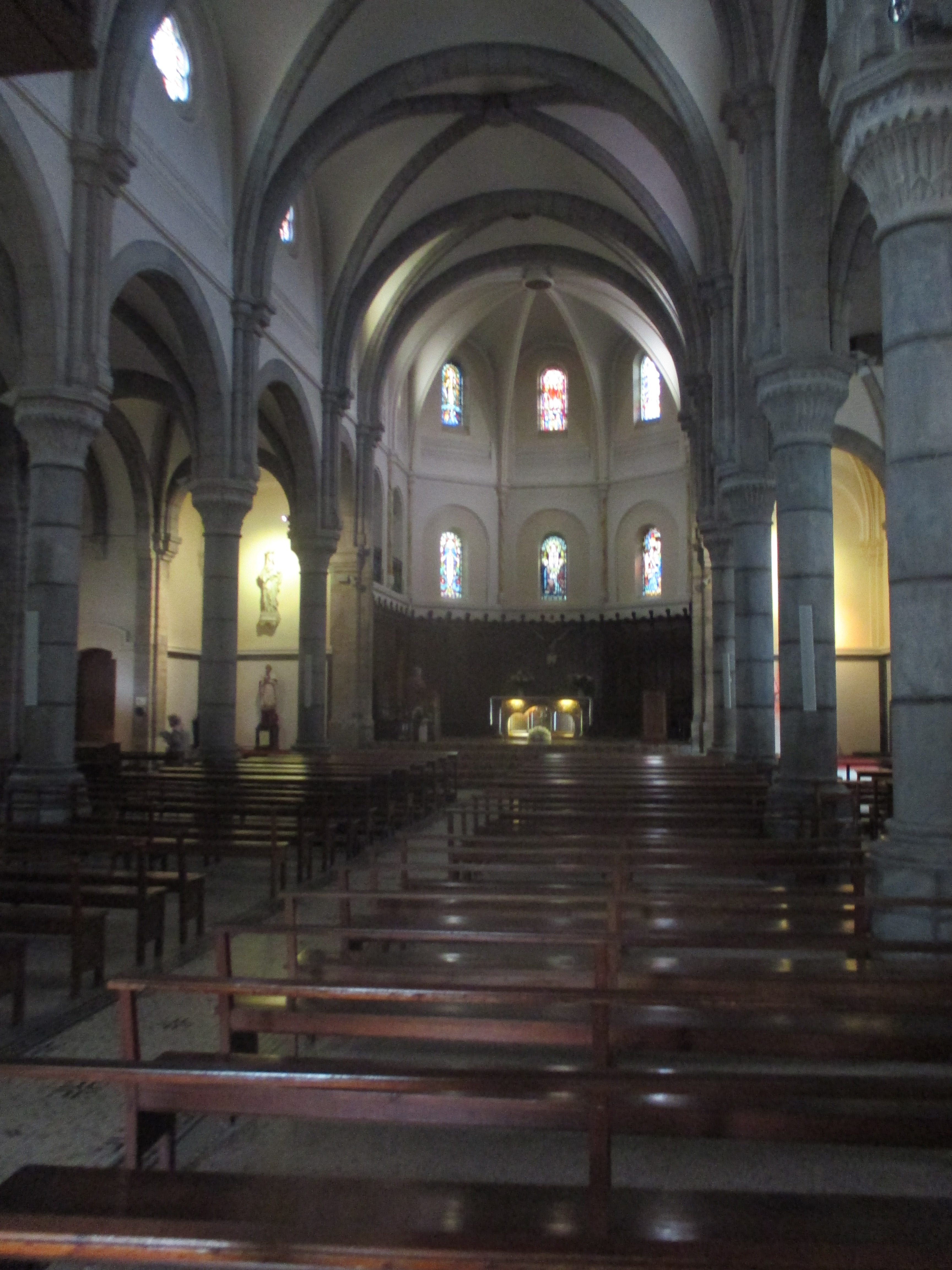
Intérieur de l'église.
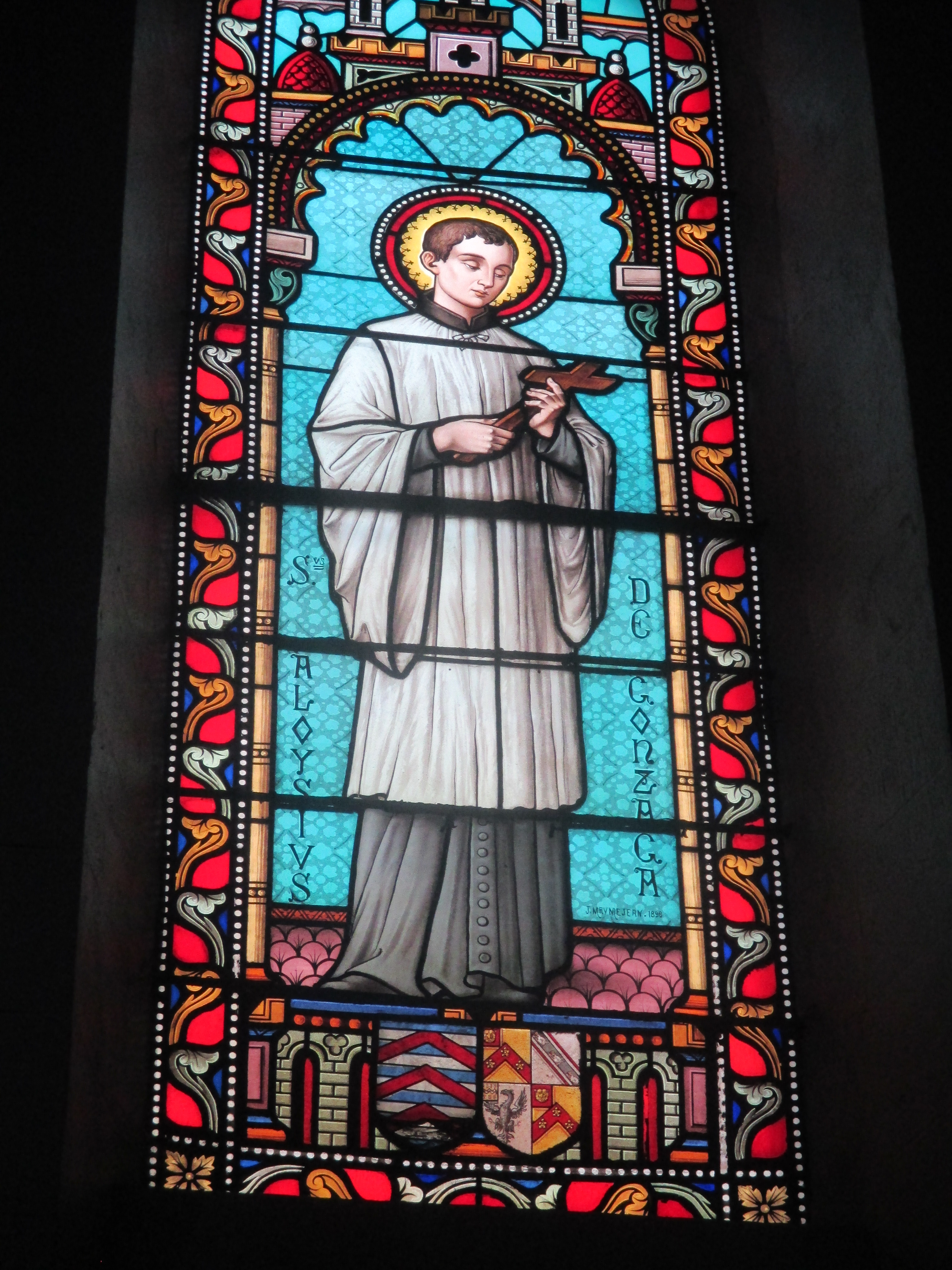
Vitrail de saint Louis de Gonzague.
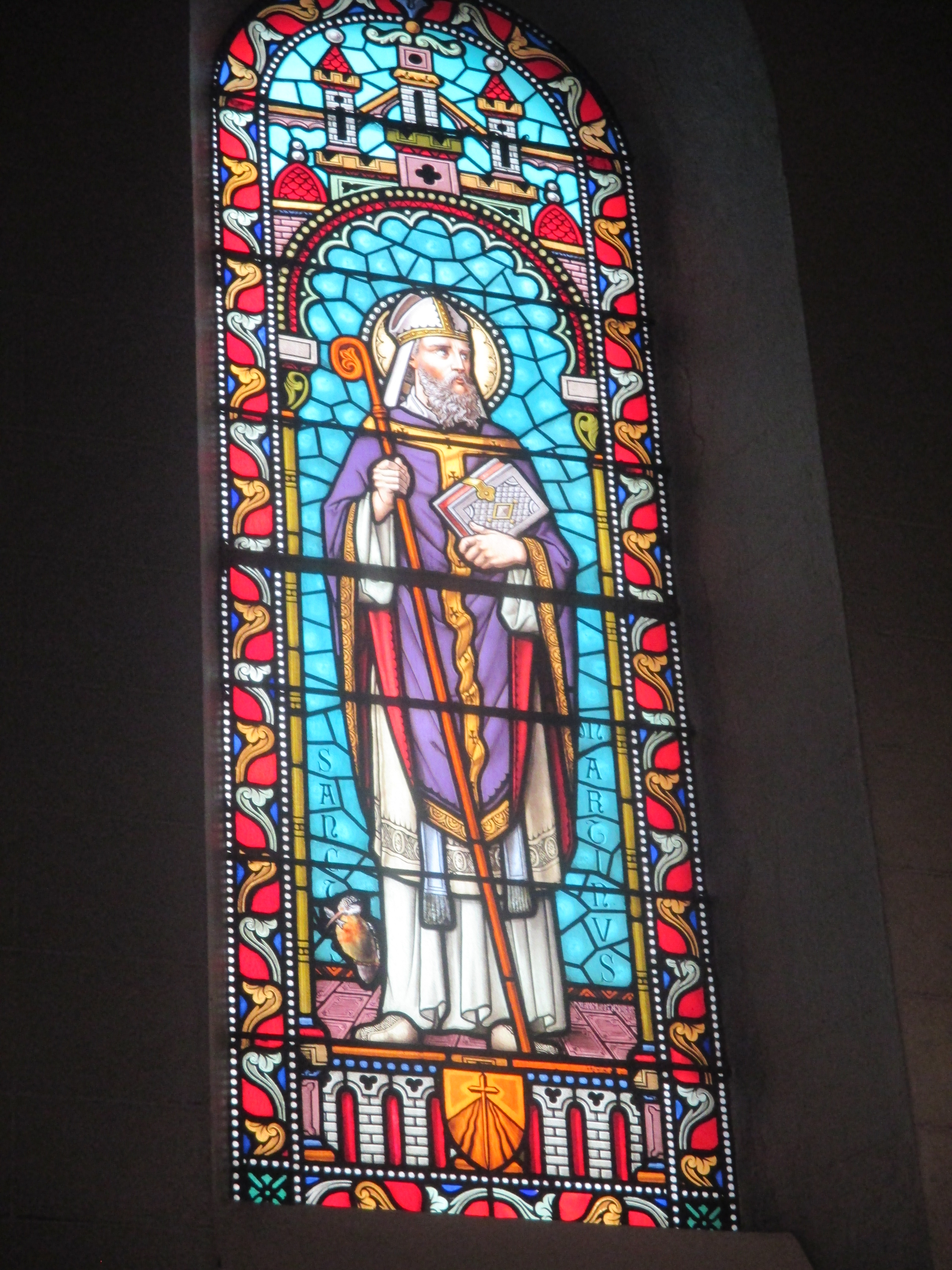
Vitrail de saint Martin.